# Станіслав Широкорадюк
Станіслав Широкорадюк OFM (нар. 23 червня 1956, Корначівка, Ярмолинецький район, Хмельницька область, Українська РСР, СРСР) — католицький прелат, член чернечого ордену францисканців, єпископ Харківсько-Запорізької дієцезії з 12 квітня 2014 року; 3 18 лютого 2020 року — єпископ-ординарій Одесько-Сімферопольської дієцезії (з 2 лютого 2019 року її очільник як єпископ-коад'ютор із спеціальними повноваженням).

## Життєпис
Син Євгена і Марії Широкорадюків. Упродовж 1971–1973 роках навчався у залізничному середньому технічному училищі у Здолбунові. 1973–1974 — праця на залізниці. 1974–1976 — служба у Радянській армії (ВДВ). 1977–1979 — робота на заводі у Полонному (Україна) та у Ризі (Латвія).
1979–1984 — навчання у Ризькій Вищій духовній семінарії. 1981 року вступив до чернечого чину Братів Менших — Бернардинців (таємно). 1984 — висвячений на священника у Ризі. Працював парохом парафій в Полонному та Славуті. Керував будівництвом та відновленням понад 16 храмів в Україні.
У 1988 склав вічні монаші обіти.

## Єпископ
26 листопада 1994 року Папа Римський Іван Павло II призначив Станіслава Широкорадюка допоміжним єпископом Києво-Житомирської єпархії та титулярним єпископом Сурісти.
6 січня 1995 року в Римі в соборі Святого Петра відбулося висвячення Станіслава Широкорадюка в єпископа, яке здійснив Іван Павло II у співслужінні з кардиналами Джованні Баттіста Ре та Хорхе Марією Мехією.
24 липня 2012 року призначений апостольським адміністратором Луцька. 17 грудня 2012 — 9 грудня 2013 — Голова Ради у справах душпастирської опіки при Міністерстві оборони України.
12 квітня 2014 року Римський папа Франциск призначив Станіслава Широкорадюка єпископом Харківським та Запорізьким.
2 лютого 2019 року папа Франциск призначив єпископа Станіслава Широкорадюка єпископом-коад'ютором із спеціальними повноваженнями Одесько-Сімферопольської дієцезії, а також адміністратором sede vacante Харківсько-Запорізької дієцезії.
18 лютого 2020 року Папа Франциск прийняв зречення з уряду ординарія Одесько-Сімферопольської дієцезії РКЦ в Україні Броніслава Бернацького, а його наступником у цьому служінні став єпископ Станіслав Широкорадюк, дотеперішній коад'ютор дієцезії. Інавгурація єпископа Станіслава Широкородюка відбулась 25 лютого 2020 року в Одеському римо-католицькому кафедральному соборі Одесько-Сімферопольської дієцезії.

## Нагороди
- Офіцерський хрест ордена «За заслуги перед Польщею»[6]